# Khu dự trữ sinh quyển Đông Carpath
Khu dự trữ sinh quyển Đông Carpath là một khu bảo tồn xuyên biên giới được xem như là một khu vực bảo tồn có tầm quan trọng toàn cầu theo Chương trình Con người và Sinh quyển của UNESCO.
Khu dự trữ sinh quyển này nằm ở phía Đông của dãy Carpath bao gồm các phần là các khu bảo tồn và vườn quốc gia của Ba Lan, Slovakia và Ukraina với tổng diện tích là 2.132,11 km vuông.

## Tổng quan
Khu bảo tồn ban đầu được chỉ định là một khu bảo tồn xuyên biên của giới Ba Lan và Slovakia vào năm 1992 và mở rộng thêm cả Ukraina vào năm 1998. Nó bao gồm các phần là các khu bảo tồn và vườn quốc gia sau đây:

### Ba Lan
- Vườn quốc gia Bieszczady
- Công viên cảnh quan Cisna-Wetlina
- Công viên cảnh quan Thung lũng San

### Slovakia
- Vườn quốc gia Poloniny

### Ukraina
- Công viên tự nhiên quốc gia Uzhanian
- Công viên cảnh quan khu vực Nadsiansky